# Tropfenkolibri
Der Tropfenkolibri (Taphrospilus hypostictus) ist ein Vogel aus der Familie der Kolibris (Trochilidae) und die einzige Art der somit monotypischen Gattung Taphrospilus. Er kommt in den südamerikanischen Ländern Ecuador, Peru, Bolivien, Brasilien und Argentinien vor. Der Bestand wird von der IUCN als nicht gefährdet (Least Concern) eingestuft.

## Merkmale
Der Tropfenkolibri erreicht abhängig von der Schwanzlänge eine Körperlänge von etwa 11,9 cm, wobei der leicht eingekerbte Schwanz ca. 4 cm ausmacht. Die Flügel sind ca. 7 cm lang. Die Oberseite, die Flügeldecken, die Flanken und der Schwanz sind grün glänzend. Die weiße Unterseite wird von grünen Flecken durchzogen. Die schwärzlichen Unterschwanzdecken haben weiße Säume. Postokular befindet sich ein kleiner weißer Fleck. Die Flügel sind schwärzlichpurpurn. Der schwarze 2,3 cm lange Schnabel hat eine fleischfarbene Basis am Unterschnabel. Die Füße sind braun. Ein besonders auffälliger Geschlechtsdimorphismus besteht nicht, doch wirkt die Färbung die Weibchen etwas blasser.

## Verhalten
Über das Verhalten dieser Art ist nicht viel bekannt. Man sieht die Vögel meist alleine auf blühenden Bäumen, beispielsweise auf Inga-Arten, sitzen. Hin und wieder sind sie auch in Gruppen mit verschiedenen anderen Kolibriarten zu beobachten.

## Verbreitung und Lebensraum

Verbreitungsgebiet des Tropfenkolibris

In Ecuador findet man sie an den Rändern von feuchten Bergwäldern und den angrenzenden Waldlichtungen an den Ostenhängen der Anden vom Westen der Provinz Napo bis Zamora Chinchipe. Die Population ist im Süden am  dichtesten. Die meisten Berichte von Beobachtungen in Ecuador stammen aus Höhen zwischen 500 und 1200 Meter. Auch in Peru findet man sie an den Osthängen der Zentralanden in Höhen zwischen 750 und 1500 Metern. Allerdings  wurde sie am Oberlauf des Tales des Río Apurímacin Höhen bis 2800 Metern beobachtet. Außerdem findet man sie im zentralen und südöstlichen Boliviens, im Westen des Bundesstaates Mato Grosso in Brasilien und im Nordwesten Argentiniens.

## Lautäußerungen
Ihr Ruf ist ein Mix aus einer leisen Serie von Pfiffen, surrendem Trällern und harschen Zwitschern. Die leisen Töne klingen wie tchit und die Pfiffe wie dew dew dew.

## Etymologie und Forschungsgeschichte
John Gould erhielt das Typusexemplar zur Erstbeschreibung aus Quito. Es wurde vermutlich am Oberlauf des Río Napo gesammelt. Als Basionym verwendete Gould Aphantochroa hyposticta. Erst im Jahr 1910 schlug Eugène Simon ihn der Gattung Taphrospilus zu.
Der Begriff »Taphrospilus«, den Eugène Simon 1910 einführte, leitet sich aus den griechischen Worten »terphus ταρφυς« für »aschfarben« und »spilos σπιλος« für »Flecken« ab, wobei »taphros« gleich »Grube, Graben« irrtümlich falsch von Simon verwendet wurde.  Das Artepitheton ist ebenfalls griechischen Ursprungs und setzt sich aus »hypo- ὑπο« für »unterhalb« und »polios στικτος« für »grau« zusammen.
Peter Joseph Hocking vom Museo de Historia Natural in Lima und Jon Fjeldså haben in der Nähe von Abancay eventuell eine neue Art der Gattung Taphrospilus entdeckt. Diese ist bisher aber noch nicht benannt. Simon identifizierte 1921 mit Tephropsilus hypostictus peruvianus eine Unterart, die heute als Synonym zur Nominatform betrachtet wird.